# Notopygus xanthocerus
Notopygus xanthocerus är en stekelart som beskrevs av Joseph Kriechbaumer 1891. Notopygus xanthocerus ingår i släktet Notopygus och familjen brokparasitsteklar. Inga underarter finns listade i Catalogue of Life.